# クルシロビセラス
クルシロビセラス（学名 : Crucilobiceras）は、前期ジュラ紀に生息した、エオデロセラス上科エオデロセラス科に属するアンモナイトの属。クルシロビセラスは、縮閉線状の渦を持ち、全ての渦がよく露出し、放射状の肋が持続し、外縁に棘または結節があり、一部の種では内縁にも結節がある。クルシロビセラスはイングランドのジュラ紀海底堆積物でよく見られる。
1925年にレオナルド・フランク・シュペートによって命名されたメタデロセラスは、無脊椎動物古生物学論文集 のArkell et al. (1957)によれば、1920年にシドニー・バックマンによって命名された本属の新参異名である。